# Zatoka Genueńska
Zatoka Genueńska (wł. Golfo di Genova) – otwarta zatoka na północnym skraju Morza Liguryjskiego. Ograniczona jest Alpami, Apeninami i (od południa) Korsyką. Wcina się 30 km w głąb lądu, jej szerokość wejścia to 96 km. Szerokość zatoki to 150 km. Maksymalna głębokość zatoki to około 1500 metrów. Do zatoki wpadają rzeki m.in. Magra, Roia, Centa i Taggia. Zatoka obejmuje mniejsze zatoki Spezia i Rapallo. Na wybrzeżu występuje łagodny klimat podzwrotnikowy z cechami śródziemnomorskimi, roślinność subtropikalna. Wybrzeże zatoki to Riwiera Włoska.
Wybrzeże położone na wschód od Genui to Riviera di Levante, a na zachód od Genui to Riviera di Ponente. Największe miasta i porty nad zatoką to Genua i Savona. Najbardziej wysunięte miasto na wschód to La Spezia, a na zachód to Imperia. Inne ośrodki wypoczynkowe to Savona, Rapallo, Sestri Levante. 

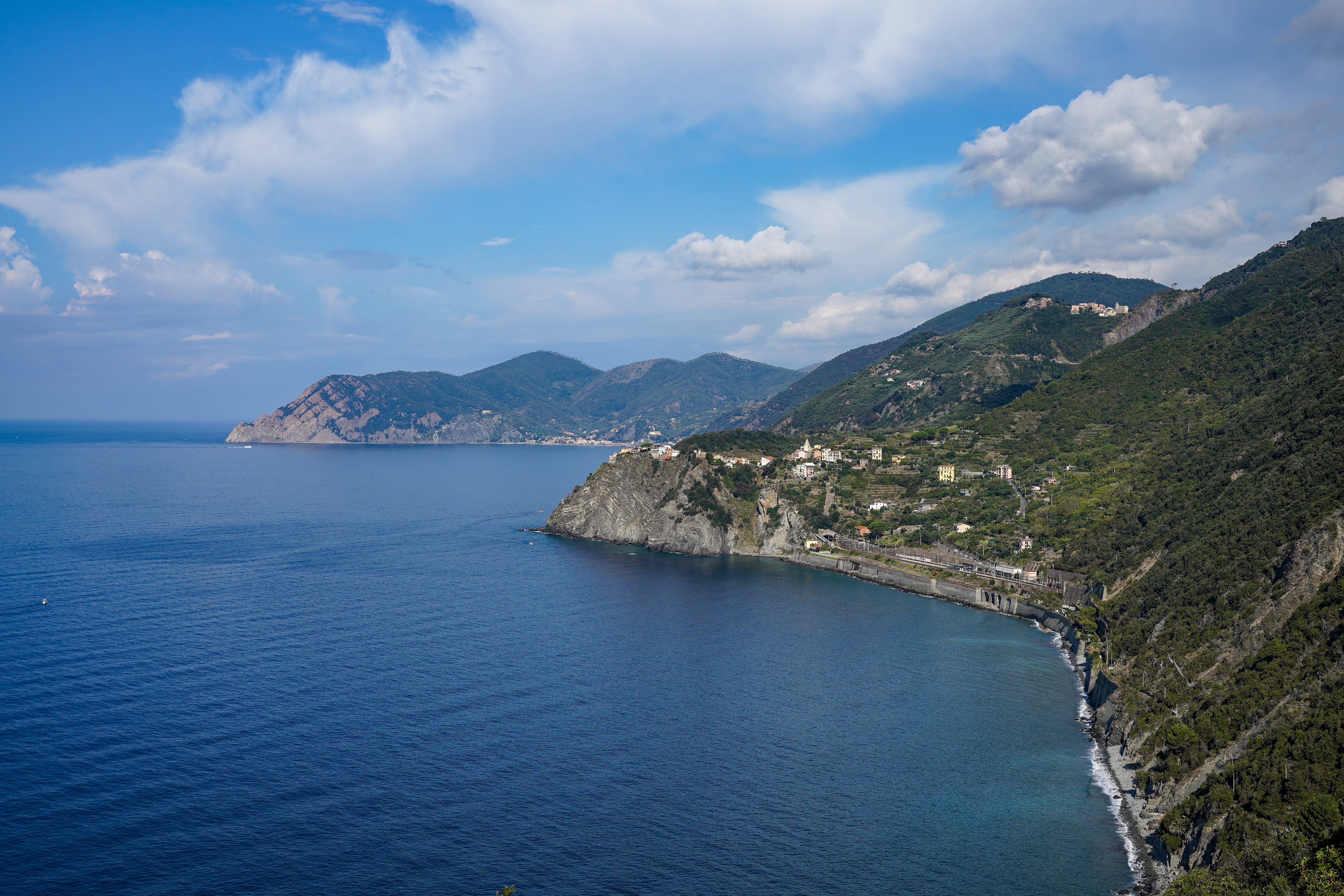
Manarola nad Zat. Genueńską